# Gintautas Bartkus
Gintautas Bartkus (* 13. Juni 1966) ist ein litauischer Wirtschaftsjurist, Rechtsanwalt und ehemaliger Politiker. Von 2000 bis 2001 war er Justizminister Litauens. 

## Leben
1989 absolvierte Gintautas Bartkus ein Diplomstudium der Rechtswissenschaften und war Doktorand an der Rechtsfakultät der Universität Vilnius in der litauischen Hauptstadt Vilnius. Es folgten Studienaufenthalte an der Universität Helsinki (Finnland) und dem Ålborg Universitetscenter (Dänemark).
Ab 1989 war er Assistent am Lehrstuhl für Zivilrecht und lehrte Handelsrecht an der Universität Vilnius. Im Kabinett Paksas II, geleitet von Rolandas Paksas, war Gintautas Bartkus Justizminister vom 27. Oktober 2000 bis zum 20. Juni 2001.
Von 1992 bis 2000 arbeitete Bartkus als Jurist, von 1993 bis 1995 als Anwaltsgehilfe und von 1995 bis 2000 als Anwalt in der Anwaltskanzlei „Lideika, Petrauskas, Valiūnas ir partneriai“. Ab 2004 war Gintautas Bartkus Partner der Anwaltssozietät „Jurevičius, Bartkus ir partneriai“ (von 2004 bis Dezember 2008 Kanzlei Jurevičius, Balčiūnas ir Bartkus). Jetzt ist er Partner der baltischen Rechtsanwaltskanzlei TGS BALTIC. 
November 2024 war er Kandidat zum Justizminister im Kabinett Paluckas. Seine Kandidatur wurde dem Präsidenten Gitanas Nausėda vorgelegt. Nach den Gesprächen mit Gintautas Paluckas lehnte Bartkus das Amt ab. 
Er war Vorstandsvorsitzender der George Soros Stiftung Atviras Lietuvos fondas.